# Alejandro Melo
Eduardo Alejandro Melo (San Justo, Buenos Aires, Argentina; 11 de enero de 1996) es un futbolista argentino, juega como mediocampista o extremo por derecha o izquierda en Agropecuario de la Primera Nacional.

## Trayectoria

### Nueva Chicago
Para la Primera B Metropolitana 2013/2014, su equipo, que había descendido a la tercera división, decidió darle más continuidad a los juveniles del club, sobre todo cuando asumió el director técnico Pablo Guede. Debutó en un partido frente al Atlanta con el dorsal 7. Firmó su primer contrato profesional en febrero del 2014, que lo unía por 4 años con la institución. El conjunto verdinegro logró el ascenso a la Primera B Nacional ganando el torneo y Melo fue una pieza fundamental para el equipo. Ingresó desde el banco de suplentes en 4 partidos, mientras que en 22 fue de la partida. Fue sustituido en 15 de aquellos 22, mientras que recibió una tarjeta amarilla y no fue expulsado en alguna oportunidad. Convirtió 3 goles en 26 partidos disputados contabilizando 1802 minutos en cancha.
A mediados de 2014, el Club Atlético San Lorenzo de Almagro compró el 80% de su pase por una cifra cercana a los 400.000 dólares. Sin embargo, el jugador permanecería en la institución hasta 2015, para emigrar finalizado dicho año.
Luego del ascenso, Nueva Chicago se tenía que armar para afrontar el torneo de la Primera B Nacional. La continuidad del centrocampista estuvo en duda debido a la venta efectuada. Melo comenzó siendo titular en el mediocampo de su equipo, aunque poco a poco se convirtió en una pieza de recambio. Convirtió 1 gol frente a Guaraní Antonio Franco en la segunda fecha del torneo. Solo fue titular en 3 partidos. Disputó 9 partidos (385 minutos) y marcó 1 gol, mientras que no recibió amonestaciones ni expulsiones en lo que fue su último semestre en Chicago.
Prometió volver a la institución diciendo: "Un saludo a todos los hinchas de Chicago, seguro voy a volver y vamos a triunfar como este año".

### San Lorenzo
Finalizado el campeonato, a principios de 2015, debió emigrar a San Lorenzo de Almagro que ya era el dueño de su pase. El club que venía de ser campeón de América y subcampeón del Mundo tenía que decidir si mantenerlo en el plantel o cederlo a préstamo a alguna institución. Edgardo Bauza no lo tuvo en cuenta por lo que el delantero debía buscar un club para ir a jugar a préstamo.

### Sarmiento de Junín
Finalmente, el 12 de febrero de 2015, un día antes del comienzo del torneo fue cedido a préstamo sin cargo y sin opción de compra al Club Atlético Sarmiento de Junín, equipo de la Primera División de Argentina. Hizo su debut el 11 de mayo en el empate 0 a 0 frente a Gimnasia La Plata. Disputó 3 partidos en toda la temporada, y finalizado su préstamo, emigró de la institución.

### Vuelta a Nueva Chicago
A partir del 2016 vuelve a San Lorenzo de Almagro a pedido del entrenador Pablo Guede, quien ya lo había dirigido en Nueva Chicago en 2014. Sin embargo, luego de hacer la pretemporada con el plantel profesional y de jugar varios amistosos de verano, deciden cederlo a préstamo 6 meses a su exequipo Nueva Chicago. Disputó 19 partidos de los 21, y marcó 2 goles. Renovó su préstamo con Nueva Chicago para el siguiente campeonato debido a que logró adquirir continuidad y alcanzar buenos rendimientos.
Para el Campeonato de Primera B Nacional 2016-17, Nueva Chicago comenzaría con aspiraciones de ascender a la Primera División, aunque no podría alcanzar el objetivo al final de la temporada. Disputó 31 partidos y marcó 9 goles, siendo uno de los máximos goleadores del equipo. Finalizado el torneo, volvería a San Lorenzo de Almagro.

### Atlético Tucumán
Diego Aguirre, el DT de San Lorenzo de Almagro, no lo tendría en cuenta para integrar el plantel. Por ello, fue cedido a Atlético Tucumán hasta mediados de 2018, donde participó de la Conmebol Sudamericana 2017 y la Conmebol Libertadores 2018.

## Estadísticas

### Clubes
- Actualizado hasta el 8 de octubre de 2022.

| Nueva Chicago Argentina | 2.ª                 | 2012-13             | 0   | 0  | 0 | 0 | - | - | 0   | 0  | 0,00 |
| Nueva Chicago Argentina | 3.ª                 | 2013-14             | 26  | 3  | 0 | 0 | - | - | 26  | 3  | 0,11 |
| Nueva Chicago Argentina | 2.ª                 | 2014                | 9   | 1  | - | - | - | - | 9   | 1  | 0,11 |
| Nueva Chicago Argentina | 2.ª                 | 2016                | 18  | 2  | - | - | - | - | 18  | 2  | 0,11 |
| Nueva Chicago Argentina | 2.ª                 | 2016-17             | 38  | 10 | 2 | 0 | - | - | 40  | 10 | 0,25 |
| Nueva Chicago Argentina | 2.ª                 | 2018-19             | 14  | 5  | 0 | 0 | - | - | 14  | 5  | 0,35 |
| Nueva Chicago Argentina | 2.ª                 | 2019-20             | 6   | 0  | 0 | 0 | - | - | 6   | 0  | 0,00 |
| Nueva Chicago Argentina | 2.ª                 | 2020                | 5   | 1  | - | - | - | - | 5   | 1  | 0,20 |
| Nueva Chicago Argentina | 2.ª                 | 2021                | 12  | 0  | - | - | - | - | 12  | 0  | 0,00 |
| Nueva Chicago Argentina | Total club          | Total club          | 128 | 22 | 2 | 0 | - | - | 130 | 22 | 0,16 |
| Sarmiento (J) Argentina | 1.ª                 | 2015                | 3   | 0  | 1 | 0 | - | - | 4   | 0  | 0,00 |
| Sarmiento (J) Argentina | Total club          | Total club          | 3   | 0  | 1 | 0 | - | - | 4   | 0  | 0,00 |
| Atlético Tucumán Argentina | 1.ª                 | 2017-18             | 15  | 1  | 3 | 1 | 7 | 0 | 25  | 2  | 0,08 |
| Atlético Tucumán Argentina | Total club          | Total club          | 15  | 1  | 3 | 1 | 7 | 0 | 25  | 2  | 0,08 |
| Gimnasia y Esgrima (LP) Argentina | 1.ª                 | 2018-19             | 1   | 0  | 1 | 0 | - | - | 2   | 0  | 0,00 |
| Gimnasia y Esgrima (LP) Argentina | Total club          | Total club          | 1   | 0  | 1 | 0 | - | - | 2   | 0  | 0,00 |
| Coquimbo Unido · Chile | 1.ª                 | 2019                | 1   | 0  | 0 | 0 | - | - | 1   | 0  | 0,00 |
| Coquimbo Unido · Chile | Total club          | Total club          | 1   | 0  | 0 | 0 | - | - | 1   | 0  | 0,00 |
| Agropecuario Argentina | 2.ª                 | 2021                | 13  | 0  | - | - | - | - | 13  | 0  | 0,00 |
| Agropecuario Argentina | 2.ª                 | 2022                | 27  | 0  | 2 | 0 | - | - | 29  | 0  | 0,00 |
| Agropecuario Argentina | 2.ª                 | 2023                | 33  | 13 | - | - | - | - | 33  | 13 | 0,39 |
| Agropecuario Argentina | Total club          | Total club          | 73  | 13 | 2 | 0 | - | - | 75  | 13 | 0,17 |
| Total en su carrera | Total en su carrera | Total en su carrera | 188 | 23 | 9 | 1 | 7 | 0 | 204 | 24 | 0,11 |
| (1) Las copas nacionales se refiere a la Copa Argentina, a la Copa de la Superliga Argentina y a la Copa Chile. (2) Las copas internacionales se refiere a la Copa Libertadores y a la Copa Sudamericana. (3) Media de goles por encuentro. No incluye goles en partidos amistosos. |                     |                     |     |    |   |   |   |   |     |    |      |

## Palmarés
| Club          | Campeonato                 | País      | Año     |
| ------------- | -------------------------- | --------- | ------- |
| Nueva Chicago | B Metropolitana            | Argentina | 2013-14 |
| Nueva Chicago | Ascenso a Primera División | Argentina | 2014    |